# Оробко Василь
Василь Оробко (1882, с. Долішні Станівці, нині Кіцманський район, Чернівецька область — 1932, місце невідоме) — капітан армії Австро-Угорщини, учасник Першої світової війни, український військовик, сотник, потім отаман УГА.

## Життєпис
Народився в селі Долішні Станівці (нині Кіцманського району Чернівецької області)  на Буковині в сім’ї православного священика, члена-засновника 1869 першої української громадської організації на Буковині - товариства "Руська бесіда" О. Оробка та О. Тарасевич. 1893-99 навчався в державній гімназії міста Радівці, 1899-1902 - у 1-й державній гімназії міста Чернівці. Матури не складав, вступив на військову службу. У січні 1904 іменований кадетом резерву піхоти - заступник офіцера, з листопада 1905 - лейтенантом, з листопада 1911 - обер-лейтенантом, з травня 1915 - капітаном 95-го Галицького полку піхоти. З 1916 нагороджений кількома  військовими орденами і медалями.
Брав участь у встановленні влади української держави — ЗУНР — в Чорткові та повіті у жовтні—листопаді 1918 року, розброєнні неукраїнської залоги. Командант Чортківської військової округи ЗУНР. У червні—листопаді 1919 року — командант 14-ї Чортківської бригади (чи 16-ї) Третього корпусу УГА. В листопаді 1919 — на початку 1920 р. — командант Збірної станиці в м. Одеса.
На його пропозицію, Державний секретаріят Військових справ призначив Корнила Кізюка організатором саперного вишколу УГА в Чорткові.